# Venthon
Venthon és un municipi francès al departament de Savoia (regió d'Alvèrnia-Roine-Alps). L'any 2007 tenia 619 habitants.

## Demografia

### Població
El 2007 la població de fet de Venthon era de 619 persones. Hi havia 249 famílies de les quals 65 eren unipersonals (20 homes vivint sols i 45 dones vivint soles), 82 parelles sense fills, 90 parelles amb fills i 12 famílies monoparentals amb fills.
La població ha evolucionat segons el següent gràfic:
Habitants censats

### Habitatges
El 2007 hi havia 283 habitatges, 252 eren l'habitatge principal de la família, 16 eren segones residències i 15 estaven desocupats. 206 eren cases i 73 eren apartaments. Dels 252 habitatges principals, 185 estaven ocupats pels seus propietaris, 60 estaven llogats i ocupats pels llogaters i 7 estaven cedits a títol gratuït; 5 tenien una cambra, 18 en tenien dues, 34 en tenien tres, 68 en tenien quatre i 126 en tenien cinc o més. 228 habitatges disposaven pel capbaix d'una plaça de pàrquing. A 110 habitatges hi havia un automòbil i a 123 n'hi havia dos o més.

### Piràmide de població
La piràmide de població per edats i sexe el 2009 era:
| Homes | Edats   | Dones |
| ----- | ------- | ----- |
| 0     | 95 o +  | 0     |
| 0     | 90 a 94 | 0     |
| 0     | 85 a 89 | 0     |
| 0     | 80 a 84 | 4     |
| 8     | 75 a 79 | 4     |
| 12    | 70 a 74 | 4     |
| 20    | 65 a 69 | 28    |
| 24    | 60 a 64 | 24    |
| 12    | 55 a 59 | 16    |
| 20    | 50 a 54 | 12    |
| 12    | 45 a 49 | 16    |
| 36    | 40 a 44 | 24    |
| 16    | 35 a 39 | 24    |
| 24    | 30 a 34 | 20    |
| 20    | 25 a 29 | 24    |
| 4     | 20 a 24 | 4     |
| 16    | 15 a 19 | 12    |
| 12    | 10 a 14 | 28    |
| 20    | 5 a 9   | 20    |
| 20    | 0 a 4   | 24    |

## Economia
El 2007 la població en edat de treballar era de 369 persones, 294 eren actives i 75 eren inactives. De les 294 persones actives 274 estaven ocupades (146 homes i 128 dones) i 19 estaven aturades (13 homes i 6 dones). De les 75 persones inactives 35 estaven jubilades, 23 estaven estudiant i 17 estaven classificades com a «altres inactius».

### Ingressos
El 2009 a Venthon hi havia 246 unitats fiscals que integraven 629,5 persones, la mediana anual d'ingressos fiscals per persona era de 18.363 €.

### Activitats econòmiques
Dels 24 establiments que hi havia el 2007, 2 eren d'empreses extractives, 2 d'empreses de fabricació d'altres productes industrials, 6 d'empreses de construcció, 3 d'empreses de transport, 2 d'empreses d'hostatgeria i restauració, 3 d'empreses de serveis, 3 d'entitats de l'administració pública i 3 d'empreses classificades com a «altres activitats de serveis».
Dels 7 establiments de servei als particulars que hi havia el 2009, 2 eren paletes, 1 fusteria, 1 lampisteria, 1 electricista, 1 perruqueria i 1 restaurant.
L'any 2000 a Venthon hi havia 6 explotacions agrícoles.

## Equipaments sanitaris i escolars
El 2009 hi havia una escola elemental.

## Poblacions més properes
El següent diagrama mostra les poblacions més properes.